# Condado del Val
El Condado del Val es un título nobiliario español creado el 19 de diciembre de 1888 durante el reinado de Alfonso XIII, por la Reina regente María Cristina de Habsburgo-Lorena a favor de Celedonio del Val y Cereceda.
El Título fue rehabilitado en 1955 por Enrique Pueyo del Val, que se convirtió en el segundo conde del Val.

## Condes del Val
|                                                 | Titular                                         | Periodo                                         |
| Creación por María Cristina de Habsburgo-Lorena | Creación por María Cristina de Habsburgo-Lorena | Creación por María Cristina de Habsburgo-Lorena |
| ----------------------------------------------- | ----------------------------------------------- | ----------------------------------------------- |
| i                                               | Celedonio del Val y Cereceda                    | 1888-                                           |
| Rehabilitación por Francisco Franco             |                                                 |                                                 |
| ii                                              | Enrique Pueyo del Val                           | 1953-1965                                       |
| iii                                             | Carmen Pueyo Vara                               | 1966-2018                                       |
| iv                                              | Francisco de Asís Piñeyro y Pueyo               | 2018-                                           |

## Historia de los Condes del Val
- Celedonio del Val y Cereceda, i conde del Val. Luchó en Cuba como voluntario en el Regimiento de Cazadores de Matanzas.

En su testamento se estipulaba la creación y sostenimiento de un hospital y asilo de convalecientes, dirigido por las Hijas de la Caridad, lo que supuso  la constitución de la Fundación de la Santísima Virgen y San Celedonio. El edificio de estilo neomudéjar fue construido en Madrid entre los años 1912 y 1916 sobre la antigua cuesta del Zarzal, hoy denominada calle de los Condes del Val. 
Rehabilitado en 1953 por:
- Enrique Pueyo del Val (n. en 1895), ii conde del Val.

1. Casó con María del Carmen Vara de Morlán. Le sucedió, en 1966, su hija:

- Carmen Pueyo Vara, iii condesa del Val.

1. Casó con Santiago Piñeyro y Caramés. hijo de Francisco de Asís Piñeyro Diago , Conde de Canillas y de Carmen Caramés y Areán. Le sucedió, en 2018, por cesión, su hijo:

- Francisco de Asís Piñeyro y Pueyo, iv conde del Val.